# Йоганн Непомук Гуммель
Йоганн Непомук Гуммель (нім. Johann Nepomuk Hummel, 14 листопада 1778, Братислава — 17 жовтня 1837) — австрійський композитор, піаніст.

## Біографія
Народився у Братиславі в сім'ї музиканта. Його батько був керівником оркестру в театрах Братислави і Відня.
У 1785—1787 роках брав уроки В. А. Моцарта у Відні, з 1795 — у Й. Гайдна. У 1804—1811 за сприяння Гайдна обіймав посаду придворного музиканта у князів Естергазі, пізніше працював капельмейстером у в Штутгарті й Веймарі. Працюючи у Веймарі, він зробив це місто одним із центрів музичної культури країни, був ініціатором пенсійних програм для музикантів, задля якої давав благодійні концерти, а також одним із перших борців за авторські права музикантів.
Був одружений з співачкою Елізабет Реклер, від якої мав двох синів.
Музику Гуммеля вважають перехідною від класицизму до романтизму. Чільне місце в його творчості посідає фортепіанна музика, вона відзначається віртуозністю, переважанням сентиментально-романтичного характеру і витонченістю мелодики.
Творча спадщина композитора охоплює:
- 9 опер
- 5 балетів
- 3 меси
- 7 концертів для фортепіано з оркестром
- Концерт для фагота з оркестром
- фортепіанний квінтет
- 8 сонат для скрипки і фортепіано
- 11 сонат для фортепіано
- рондо, фантазії, етюди та інші твори для фортепіано